# Manden der blev millionær
Manden der blev millionær er en svensk dramafilm fra 1980 instrueret af Mats Arehn. Den er baseret en roman fra 1971 af Olle Högstrand.
Filmen fik premiere i Sverige den 17. maj 1980. Den vandt en Guldbagge for bedste film ved dette års uddeling.

## Handling
Kriminalinspektør Jan Olsson er vidne til et overfald, hvor en udenlandsk diplomat bliver myrdet. Kort efter kidnapper to forbrydere statsministerens datter og kræver både en stor sum penge og løsladelse af terroristen bag angrebet.

## Medvirkende (i udvalg)
- Gösta Ekman som Stickan
- Brasse Brännström som Jan Olsson
- Olof Bergström som statsminister Bengt Sundelin
- Allan Edwall som Allan Persson
- Anki Lidén som Anki
- Björn Gustafson som Bosse
- Lis Nilheim som Ann-Marie
- Eddie Axberg som Jens Fors
- Torgny Anderberg som professor Gunnar Lundell
- Per-Axel Arosenius som betjent ved Säkerhetspolisen
- Stig Ossian Ericson som Hans
- Hjördis Petterson som Hans mor
- Björn Gedda som Kurt
- Gösta Prüzelius som ambassadøren Bertil